# Фреседо, Освальдо
Освальдо Фреседо (5 мая, 1897 — 18 ноября, 1984), полное имя Освальдо Николас Фреседо (исп. Osvaldo Nicolás Fresedo), прозвище Пацан из Патерналь (исп. El pibe de La Paternal) — аргентинский композитор и дирижёр танго оркестра. У него была самая длинная запись музыки в карьере танго музыкантов: с 1925 по 1980.

## Карьера
Фреседо родился в семье среднего класса в Ла Патерналь, Буэнос-Айрес, Аргентина. Его мать дала ему первые уроки музыки. Когда он был ещё маленьким семья переехала в рабочий район, где он знакомится с танго музыкой и начинает ею интересоваться. В подростковом возрасте он начинает играть на бандонеоне и вскоре начинает играть в оркестрах, которые сегодня историки танго музыки относят к так называемой Старой гвардии.
В 1920 году отправляется в Соединенные Штаты. В Камдене, штат Нью-Джерси, он записал несколько альбомов с квартетом, в который также вошли скрипач Тито Рокатаглиатта (Tito Rocatagliatta) и пианист Энрике Педро Дельфино (Enrique Pedro Delfino).
Вернувшись в Буэнос-Айрес, он создаёт свой первый оркестр, который с самого начала, показывает его фирменный стиль. Его стиль в последующие десятилетия менялся, но суть была та же: его оркестр всегда играл истинную элегантность. Фреседо был один из новаторов танго в начале 1920-х годов, наряду с другими молодыми музыкантами, как Хулио де Каро и Хуан Карлос Кобиан. Все они принесли высокий уровень музыкальности и смогли добиться более изысканного музыкального стиля, что позже стало известно в танго как Новая гвардия.
В 1920-е годы Фреседо лихорадочно работал как композитор и дирижёр. До этого времени он уже написал «El espiante» («Отвергнутый»), к которому он теперь добавил «Vida mía» («Моя жизнь»), «El Once» (название окрестности в Буэнос-Айресе, хотя Танго было составлено для 11-го Бейл-дель-Интернадо) и «Pimienta» («Перец») среди других.
Его деятельность в качестве дирижёра оркестра была неутомимой в результате спроса на его записи и их широкого признания среди общественности, особенно более состоятельных слоёв населения, обязывающих его разделить свой оркестр на четыре группы и поместить каждый в отдельный ночной клуб. Это было, без сомнения, его лучшее время с коммерческой точки зрения, а также, вероятно, самое продуктивное время для сочинения музыки. Между 1925 и 1928 годами Фреседо записал около 600 композиций для лейбла Odeón.
На многих из этих записей присутствуют голоса певцов, таких как Эрнесто Фама (исп. Ernesto Famá) (самый символичный из его певцов той эпохи), Теофило Ибаньес (исп. Teófilo Ibáñez) и Хуан Карлос Торри (исп. Juan Carlos Thorry).
Выйдя из Одеона и выступив с оркестром большего размера (который он уже начал формировать в начале 1930-х годов), он начал то, что мы могли бы назвать его второй эрой как маэстро, с новым оркестровым стилем и, прежде всего, с вокальным участием Роберта Рэя (Robert Ray) (возможно, самый важный из певцов Фреседо). Записи Фреседо-Рэй являются одними из самых запоминающихся в истории танго: «Vida Mia», «Como aquella princesa», «Isla de Capri» и другие.
1940-е годы выдвинули новое поколение музыкантов — Анибал Тройло, Освальдо Пульезе, Мигель Кало, Альфредо де Анхелис, Рикардо Тантури, Анхель Д’Агостино и т. д. — и новый характерный стиль. Фреседо стремился адаптироваться к этим новым временам, но почему-то эта попытка просто отвлекала от силы стиля Фреседиано, который так удачно сочетался, как успешный ритм и элегантность. С этого времени его оркестровки становятся медленнее, и он выбирает «сладких» певцов, которые даже в некоторых случаях дают определённый болеристический воздух версиям своих танго.
Несмотря на постоянные изменения, которые произошли в танго, Фреседо продолжал записываться в течение 1930-х и 1940-х годов на RCA Victor, а Роберт Рэй, Рикардо Руис и Оскар Серпа в качестве вокалистов. Затем он продолжил записывать ещё несколько лет на Одеоне, вплоть до конца 1950-х годов, с певцами Эктором Пачеко, Карлосом Барриосом и Армандо Гарридо. Начиная с 1959 года он подписал контракт с Columbia Records, где он был одним из первых исполнителей, записывающихся в стерео.
Фреседо продолжал руководить оркестрами до его выхода на пенсию в 1980 году, делая свои последние записи в этом году на лейбле CBS Records в Колумбии, для которого он записывался с Аргентино Ледесма, который был последним гостевым вокалистом, работающим с его оркестром.